# Cédric Brunner
 (août 2025).
Cédric Brunner, né le 17 février 1994 à Zollikon en Suisse, est un footballeur suisse qui évolue au poste d'arrière droit à Schalke 04.

## Biographie

### FC Zurich
Né à Zollikon, dans le canton de Zurich en Suisse, Cédric Brunner est formé au FC Zurich. Le 18 mai 2014, il fait ses débuts en professionnel, à l'occasion d'un match de Super League contre le FC Aarau. Il entre en jeu à la place de Davide Mariani et les deux équipes se neutralisent (2-2). Il inscrit son premier but lors d'un match de Coupe de Suisse face au FC Schönbühl, le 24 août 2014. Il est titulaire lors de cette rencontre remportée largement par son équipe sur le score de sept buts à zéro. 
Avec Zurich, Brunner découvre la coupe d'Europe, jouant son premier match lors d'une rencontre de Ligue Europa face au Borussia Mönchengladbach le 11 décembre 2014. Il entre en jeu ce jour-là à la place d'Ivan Kecojević et son équipe s'incline sur le score de trois buts à zéro.
Le 27 mai 2018 il est titulaire lors de la finale de la coupe de Suisse 2017-2018 face au BSC Young Boys. Positionné en défense centrale ce jour-là, il remporte le premier trophée de sa carrière, le FC Zurich s'imposant sur le score de deux buts à un.

### Arminia Bielefeld
Le 26 avril 2018, l'Arminia Bielefeld annonce l'arrivée de Cédric Brunner à l'été 2018. Le joueur, qui arrive libre puisqu'il est en fin de contrat à Zurich, s'engage jusqu'en juin 2020 avec le club allemand, qui évolue alors en deuxième division.
Lors de la saison 2019-2020, Brunner participe à la montée du club en première division, l'Arminia Bielefeld termine premier du championnat et est ainsi sacré champion de deuxième division.

### Schalke 04
Le 7 juillet 2022, Cédric Brunner s'engage librement avec Schalke 04 tout juste de retour en Bundesliga, jusqu'en juin 2024.
Il joue son premier match sous ses nouvelles couleurs le 31 juillet 2022, lors d'une rencontre de coupe de Suisse face au Bremer SV. Il est titularisé et son équipe s'impose par cinq buts à zéro.

## Statistiques
| Saison                | Club                  | Championnat           | Championnat | Championnat | Coupe(s) nationale(s) | Coupe(s) nationale(s) | Compétition(s) continentale(s) | Compétition(s) continentale(s) | Compétition(s) continentale(s) | Total | Total |
| Saison                | Club                  | Division              | M.          | B.          | M.                    | B.                    | Comp.                          | M.                             | B.                             | M.    | B.    |
| 2013-2014             | FC Zurich             | Super League          | 1           | 0           | -                     | -                     | -                              | -                              | -                              | 1     | 0     |
| 2014-2015             | FC Zurich             | Super League          | 5           | 0           | 3                     | 1                     | C3                             | 1                              | 0                              | 9     | 1     |
| 2015-2016             | FC Zurich             | Super League          | 23          | 0           | 3                     | 0                     | C3                             | 1                              | 0                              | 27    | 0     |
| 2016-2017             | FC Zurich             | Challenge League      | 28          | 1           | 4                     | 0                     | C3                             | 6                              | 0                              | 38    | 1     |
| 2017-2018             | FC Zurich             | Super League          | 25          | 0           | 4                     | 1                     | -                              | -                              | -                              | 29    | 1     |
| Sous-total            | Sous-total            | Sous-total            | 82          | 1           | 14                    | 2                     | -                              | 8                              | 0                              | 104   | 3     |
| 2018-2019             | Arminia Bielefeld     | 2. Bundesliga         | 23          | 1           | 1                     | 0                     | -                              | -                              | -                              | 24    | 1     |
| 2019-2020             | Arminia Bielefeld     | 2. Bundesliga         | 27          | 2           | -                     | -                     | -                              | -                              | -                              | 27    | 2     |
| 2020-2021             | Arminia Bielefeld     | Bundesliga            | 31          | 0           | 1                     | 0                     | -                              | -                              | -                              | 32    | 0     |
| 2021-2022             | Arminia Bielefeld     | Bundesliga            | 27          | 0           | 1                     | 0                     | -                              | -                              | -                              | 28    | 0     |
| Sous-total            | Sous-total            | Sous-total            | 108         | 3           | 3                     | 0                     | -                              | -                              | -                              | 111   | 3     |
| 2022-2023             | Schalke 04            | Bundesliga            | 28          | 0           | 1                     | 0                     | -                              | -                              | -                              | 29    | 0     |
| 2023-2024             | Schalke 04            | Bundesliga            | 12          | 0           | 1                     | 0                     | -                              | -                              | -                              | 13    | 0     |
| Sous-total            | Sous-total            | Sous-total            | 40          | 0           | 2                     | 0                     | -                              | -                              | -                              | 42    | 0     |
| Total sur la carrière | Total sur la carrière | Total sur la carrière | 230         | 4           | 19                    | 2                     | -                              | 8                              | 0                              | 257   | 6     |

## Palmarès
| FC Zurich (1)                            | Arminia Bielefeld (1)                                                |
| ---------------------------------------- | -------------------------------------------------------------------- |
| - Coupe de Suisse (1) - Vainqueur : 2018 | - Championnat d'Allemagne de deuxième division (1) - Champion : 2020 |